# Tarık Akan
Pour les articles homonymes, voir Akan.
Tarık Tahsin Üregül dit Tarık Akan, né le 13 décembre 1949 à Istanbul et mort le 16 septembre 2016 dans la même ville, est un acteur turc. Figure importante du cinéma turc, il aborde brièvement la scène internationale avec Yol, la permission, un film politique réalisé par Yılmaz Güney en 1982 et récompensé au Festival de Cannes par la Palme d'or.

## Biographie

### Famille
Tarık est le benjamin d’une famille de trois enfants. Il a une sœur qui s’appelle Türkan et un frère qui s'appelle Turgut. Son père, Hüseyin Yaşar, était un officier de l’armée turque et c’est pour cette raison que sa famille l’a suivi pendant quelques années notamment à Erzurum et Kayseri. La famille Üregül retourne finalement à Bakırköy, un district d’Istanbul, lorsque le père part à la retraite et c’est dans cette ville que Tarık termine ses études.

### Formation
Après une formation d’ingénieur en génie mécanique à l’Université technique Yıldız d’Istanbul, il sort diplômé de l’École supérieure de journalisme dans la même ville. Pour financer ses études, il travaille notamment comme maître-nageur et vendeur ambulant.

### Cinéma

#### Débuts
En 1970, il gagne un concours d’acteur du magazine Ses. Et dès 1971, il est sélectionné pour le film Solan Bir Yaprak Gibi de Mehmet Dinler pour lequel il joue le rôle de Murat Sayman au côté d’une autre légende du cinéma turc, Fatma Girik. Rien que dans années 1970, il tourne une cinquantaine de films et devient rapidement le « beau jeune homme » de Yeşilçam. 

#### Prison
Tarık réalise son service militaire à Denizli en 1979 et connaît une période financière difficile entre 1978 et 1981, une période où le cinéma turc souffre du coup d’État de 1980. Après un discours offensant en Allemagne en 1981 contre un journal de droite et à son retour en Turquie, il est touché par la purge menée par le pouvoir militaire qui l’accuse d’avoir participé à un événement à Izmir en hommage au poète communiste Nâzım Hikmet et de faire partie d’une association de gauche. L’État demande douze ans d’emprisonnement mais il s’en sort finalement avec deux mois et demi.

#### Du romantisme aux rôles engagés
Ses premiers rôles mettaient en scène des jeunes hommes charmants qui évoluaient dans des histoires d'amour compliqués. Mais il a aussi joué dans des films plus comiques comme la série de films très populaires en Turquie, Hababam Sınıfı, avec notamment Kemal Sunal et Halit Akçatepe. À partir de Nehir, un film sorti en 1977, il touche au cinéma politique et plus dramatique qui montre les défaillances de la société turque et les injustices qui y règnent. Il poursuit dans cette voie en jouant dans deux films réalisés par le maître du cinéma engagé turc d'origine kurde Yılmaz Güney : Sürü, sorti en 1979, et Yol, sorti en 1982 et qui est récompensé au Festival de Cannes par la Palme d'or. Il réalise quelques séries vers la fin de sa carrière et les deux derniers films dans lesquels il joue en 2009 sont Deli Deli Olma dans lequel son fils aîné Barış Zeki incarne sa jeunesse, et Karşıyaka Memleket où il interprète le poète communiste Nâzım Hikmet qu'il aimait beaucoup.
En 2002, il publie un livre autobiographique intitulé Anne Kafamda Bit Var (Maman j'ai des poux sur la tête) où il parle notamment du temps qu'il a passé en prison.

### Maladie et mort
Il meurt d'un cancer du poumon à 1 h du matin le 16 septembre 2016 à l’hôpital américain d'Istanbul. Le dimanche 18 septembre, après deux cérémonies d’hommage au théâtre Harbiye Muhsin Ertuğrul Sahnesi à Şişli à laquelle participe notamment le pianiste Fazıl Say et sur la place de la Liberté à Bakırköy où une foule importante s’est réunie, et une cérémonie religieuse à la mosquée Teşvikiye de Şişli, son corps est inhumé dans le cimetière Zuhuratbaba à Bakırköy pour y reposer,.

### Vie privée
Le 7 août 1986, il se marie avec Yasemin Erkut avec laquelle il a eu deux garçons et une fille : Barış Zeki, Yaşar Özgür et Özlem. Ils divorcent le 16 juin 1989. Il passe ensuite le restant de sa vie avec la danseuse étoile Acun Günay.

## Filmographie
Sauf indication contraire, les informations mentionnées dans cette section peuvent être confirmées par la base de données cinématographiques IMDb,  présente dans la section « Liens externes ».

### Acteur

#### Années 1970
- 1970 : Kader Bağlayınca
- 1971 : Asrın Kadını: Melek Mi Şeytan Mı?
- 1971 : Vefasız
- 1971 : Emine
- 1971 : Beyoğlu Güzeli
- 1972 : Solan Bir Yaprak Gibi
- 1972 : Feryat
- 1972 : Suçlu
- 1972 : Üç Sevgili
- 1972 : Tatlı Dillim
- 1972 : Sisli Hatıralar
- 1972 : Sev Kardeşim
- 1972 : Para
- 1972 : Kaderimin Oyunu
- 1972 : Azat Kuşu
- 1972 : Aşkların En Güzeli
- 1973 : Canım Kardeşim
- 1973 : Umut Dünyası
- 1973 : Yeryüzünde Bir Melek
- 1973 : Yalancı Yarim
- 1973 : Oh Olsun
- 1973 : Bebek Yüzlü
- 1974 : Yaz Bekarı
- 1974 : Memleketim
- 1974 : Mavi Boncuk
- 1974 : Kanlı Deniz
- 1974 : Esir Hayat
- 1974 : Boşver Arkadaş
- 1975 : Hababam Sınıfı
- 1975 : Hababam Sınıfı Sınıfta Kaldı
- 1975 : Gece Kuşu Zehra
- 1975 : Evcilik Oyunu
- 1975 : Ateş Böceği
- 1975 : Ah Nerede
- 1975 : Delisin
- 1975 : Bizim Aile
- 1975 : Çapkın Hırsız
- 1976 : Aşk Dediğin Laf Değildir
- 1976 : Öyle Olsun
- 1977 : Polizia selvaggia
- 1977 : Babanın Evlatları
- 1977 : Sevgili Dayım
- 1977 : Nehir
- 1977 : Bizim Kız
- 1977 : Baraj
- 1978 : Şeref Sözü
- 1978 : Lekeli Melek
- 1978 : Seninle Son Defa
- 1978 : Maden
- 1979 : Sürü
- 1979 : Demiryol
- 1979 : Kanal
- 1979 : Adak

#### Années 1980
- 1980 : Demiryol
- 1981 : Herhangi Bir Kadın
- 1981 : Deli Kan
- 1982 : Yol
- 1982 : Kaçak
- 1982 : Arkadaşım
- 1983 : Gecenin Sonu
- 1983 : Derman
- 1983 : Çocuklar Çiçektir: Kuduz
- 1983 : Beyaz Ölüm
- 1984 : Yosma
- 1984 : Kayıp Kızlar
- 1984 : Damga
- 1984 : Alev Alev
- 1985 : Son Darbe
- 1985 : Paramparça
- 1985 : Bir Avuç Cennet
- 1985 : Pehlivan
- 1985 : Tele Kızlar
- 1986 : Ses
- 1986 : Kan
- 1986 : Halkalı Köle
- 1986 : Kıskıvrak
- 1986 : Adem İle Havva
- 1986 : Acı Dünya
- 1987 : Kızımın Kanı
- 1987 : Çark
- 1987 : Beyoğlu'nun Arka Yakası
- 1987 : Su Da Yanar
- 1987 : Yağmur Kaçakları
- 1988 : El Kapıları
- 1988 : Üçüncü Göz
- 1988 : Dönüş
- 1989 : Leyla İle Mecnun
- 1989 : İsa, Musa, Meryem
- 1989 : İkili Oyunlar

#### Années 1990
- 1990 : Karartma Geceleri
- 1990 : Berdel
- 1991 : Uzun İnce Bir Yol
- 1992 : Taşların Sırrı (série télévisée)
- 1993 : Siyabend û Xecê
- 1994 : Yolcu
- 1994 : Çözülmeler
- 1996 : Aşk Üzerine Söylenmemiş Herşey
- 1997 : Mektup
- 1999 : Hayal Kurma Oyunları

#### Années 2000
- 2000 : Eylül Fırtınası
- 2002 : Koçum Benim (série télévisée)
- 2003 : Gülüm
- 2003 : Abdülhamit Düşerken
- 2004 : Vizontele Tuuba
- 2004 : Gece Yürüyüşü (série télévisée)
- 2006 : Ahh İstanbul (série télévisée)
- 2006 : Ankara Cinayeti
- 2009 : Deli Deli Olma
- 2009 : Karşıyaka Memleket

### Producteur
- 1988 : Üçüncü Göz

### Apparitions
- 1987 : On l'appelait... le roi laid (documentaire)
- 1995 : Adana - Paris (documentaire)
- 2003 : Akıntıya Karşı (documentaire)
- 2010 : Siyaset Meydanı (émission de télévision)
- 2013 : Geç Gelen Ödüller (émission de télévision)
- 2013 : Gazdanadam Festivali (émission de télévision)
- 2014 : Beyazperdenin Gülen Yüzleri (documentaire)

## Distinctions

### Récompenses
- 1973 : Meilleur acteur au Festival international du film d'Antalya pour Suçlu
- 1978 : Meilleur acteur au Festival international du film d'Antalya pour Maden
- 1980 : Meilleur acteur au Festival international du film d'Antalya pour Adak et Sürü
- 1984 : Meilleur acteur au Festival international du film d'Antalya pour Pehlivan
- 1985 : L'Ours d'argent à la Berlinale pour Pehlivan
- 1989 : Meilleur acteur au Festival international du film d'Antalya pour Üçüncü Göz
- 1990 : Meilleur acteur au Festival international du film d'Antalya pour Karartma Geceleri
- 2003 : Meilleur acteur au Festival international du film d'Antalya pour Gülüm
- 2012 : Prix d'honneur du meilleur acteur au Festival de film Turquie-Allemagne de Nuremberg pour Gülüm

### Nominations
- 2004 : Nomination au Festival de film Turquie-Allemagne de Nuremberg pour Gülüm